# Czmoniec
Czmoniec (prononciation : [ˈt͡ʂmɔɲet͡s], en allemand : Schöntal) est un village polonais de la gmina de Kórnik dans le powiat de Poznań de la voïvodie de Grande-Pologne dans le centre-ouest de la Pologne.
Il se situe à environ 9 kilomètres au sud-ouest de Kórnik (siège de la gmina) et à 25 kilomètres au sud de Poznań (siège du powiat et capitale régionale).

## Histoire
De 1975 à 1998, le village faisait partie du territoire de la voïvodie de Poznań.

Depuis 1999, Czmoniec est situé dans la voïvodie de Grande-Pologne.
Le village possède une population de 244 habitants en 2014.